# Christoph von der Ropp
Christoph Baron von der Ropp, auch Christopher, (* 3. Oktober 1904; † 12. November 1990) war ein deutscher Journalist, Schriftsteller und Verleger. Von 1974 bis 1976 war er Vorsitzender der Gesellschaft für pommersche Geschichte, Altertumskunde und Kunst. 

## Leben
Christoph von der Ropp wurde 1904 im Baltikum, also im Russischen Kaiserreich, als Angehöriger des Adelsgeschlechts von der Ropp geboren. Sein Vater war Julius Baron von der Ropp; seine Mutter Julie war eine geborene Baronesse Pfeilitzer genannt Franck. 

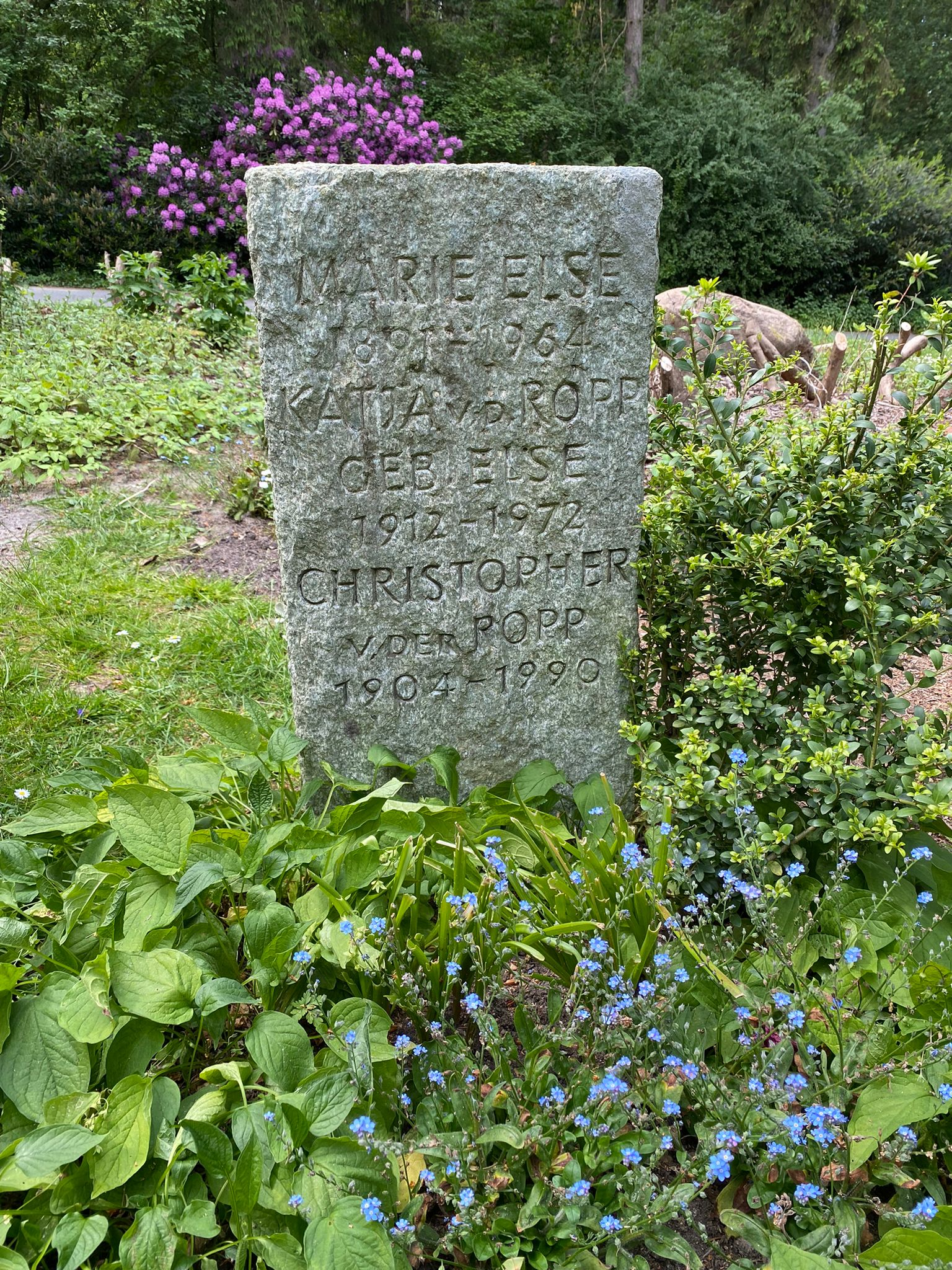
Grabstätte auf dem Friedhof Volksdorf

In den Wirren des Jahres 1919, als der Vater gestorben war, floh die Mutter mit Christoph und seinen drei Brüdern nach Deutschland, und zwar zunächst nach Pommern. Christoph von der Ropp besuchte zeitweise in Pommern die Baltenschule Misdroy, machte sein Abitur aber in Essen. Er studierte zeitweise an der Universität Greifswald, bevor er in Berlin als Diplom-Volkswirt abschloss. Anschließend arbeitete er als Journalist, ab 1932 bei Berliner Zeitungen, dann als Chefredakteur der Internationalen Agrar-Rundschau. Nach weiteren Stationen wurde er im Zweiten Weltkrieg ab 1940 Kriegsberichterstatter bei der Luftwaffe, dann Nachrichtenredakteur bei Transocean-Europapress in Berlin und schließlich Fallschirmjäger. Er geriet in britische Kriegsgefangenschaft.
Nach dem Krieg betätigte er sich wiederum als Journalist, daneben als Schriftsteller und als Verleger. Er gründete in Hamburg den Verlag Christoph von der Ropp. Obwohl selber kein geborener Pommer, widmete er sich den heimatvertriebenen Pommern und der Geschichte Pommerns: Ab 1947 brachte er in seinem Verlag die Zeitung Pommern-Brief heraus, die 1955 in der Pommerschen Zeitung der Pommerschen Landsmannschaft aufging. Ab 1955 brachte er in seinem Verlag die Baltischen Studien der unter seiner Mitwirkung wiedergegründeten Gesellschaft für pommersche Geschichte, Altertumskunde und Kunst heraus. Von 1964 bis 1975 gehörte er auch zur Redaktion der Baltischen Studien. Nach dem Tod des Vorsitzenden Hans Bernhard Reichow übernahm er 1974 zunächst kommissarisch den Vorsitz der Gesellschaft, wurde dann 1975 zum Vorsitzenden gewählt, aber bereits 1976 durch Reinhart Berger abgelöst. Er wurde Ehrenmitglied der Gesellschaft. 
Ferner betätigte sich Christoph von der Ropp in den Beziehungen zu Finnland. So veröffentlichte er in seinem Verlag die Schriften aus dem Finnland-Institut in Köln. 1979 erhielt er das Komturkreuz des Ordens des Löwen von Finnland. 
Im Alter zog er 1977 von Hamburg nach Göttingen und stellte im Jahr darauf seinen Verlag ein. Christoph von der Ropp verstarb im Alter von 86 Jahren und wurde auf dem Hamburger Friedhof Volksdorf (Grablage Ah 11) beigesetzt.

## Schriften
- mit Wolfram Daniel: Pommerland ist abgebrannt. Ein aktueller Bericht über Stettin und das Land östlich der Oder unter polnischer Verwaltung. Verlag Christoph von der Ropp, Hamburg 1956.